# Mosquée du petit marché
 (avril 2024).
La mise en forme du texte ne suit pas les recommandations de Wikipédia : il faut le « wikifier ».
Les points d'amélioration suivants sont les cas les plus fréquents. Le détail des points à revoir est peut-être précisé sur la page de discussion.
- Les titres sont pré-formatés par le logiciel. Ils ne sont ni en capitales, ni en gras.
- Le texte ne doit pas être écrit en capitales (les noms de famille non plus), ni en gras, ni en italique, ni en « petit »…
- Le gras n'est utilisé que pour surligner le titre de l'article dans l'introduction, une seule fois.
- L'italique est rarement utilisé : mots en langue étrangère, titres d'œuvres, noms de bateaux, etc.
- Les citations ne sont pas en italique mais en corps de texte normal. Elles sont entourées par des guillemets français : « et ».
- Les listes à puces sont à éviter, des paragraphes rédigés étant largement préférés. Les tableaux sont à réserver à la présentation de données structurées (résultats, etc.).
- Les appels de note de bas de page (petits chiffres en exposant, introduits par l'outil «  Source ») sont à placer entre la fin de phrase et le point final[comme ça].
- Les liens internes (vers d'autres articles de Wikipédia) sont à choisir avec parcimonie. Créez des liens vers des articles approfondissant le sujet. Les termes génériques sans rapport avec le sujet sont à éviter, ainsi que les répétitions de liens vers un même terme.
- Les liens externes sont à placer uniquement dans une section « Liens externes », à la fin de l'article. Ces liens sont à choisir avec parcimonie suivant les règles définies. Si un lien sert de source à l'article, son insertion dans le texte est à faire par les notes de bas de page.
- La présentation des références doit suivre les conventions bibliographiques. Il est recommandé d'utiliser les modèles {{Ouvrage}}, {{Chapitre}}, {{Article}}, {{Lien web}} et/ou {{Bibliographie}}. Le mode d'édition visuel peut mettre en forme automatiquement les références.
- Insérer une infobox (cadre d'informations à droite) n'est pas obligatoire pour parachever la mise en page.

Pour une aide détaillée, merci de consulter Aide:Wikification.
Si vous pensez que ces points ont été résolus, vous pouvez retirer ce bandeau et améliorer la mise en forme d'un autre article.
 (juillet 2024).
La mosquée du petit marché (azerbaïdjanais : Kiçik Bazar məscidi) est une mosquée et un monument architectural historique situé au centre du district de Lankaran en Azerbaïdjan.

## Historique
La mosquée Kichik Bazaar est construite à Lankaran en 1906. Taghi bey, Agha bey, Molla Nasser et les habitants de la ville ont contribué à la construction de la mosquée. Rahim, le peintre de la mosquée, en était le maître et son père. Lorsque la mosquée a été construite, il y avait un magnifique minaret connu sous le nom de Güldaste. Dans les années 30 du siècle dernier, ce magnifique minaret a été détruit par le gouvernement soviétique sous le slogan « lutte contre la religion ». La mosquée elle-même a conservé jusqu'à nos jours son aspect d'origine et est protégée par l'État. Les murs de la mosquée mesurent 26 mètres de long, 10 mètres de large, 8 mètres de haut et 1 mètre d'épaisseur. 250 personnes peuvent prier simultanément dans la mosquée. Des briques rouges, des matériaux forestiers locaux et des tuiles ont été utilisés dans la construction de la mosquée. Bien que le minaret de la mosquée se trouve ici, il a été détruit pendant la période soviétique. Le minaret a été restauré. Le nouveau minaret de 24 mètres est fait de briques rouges et les mots arabes Allah sont écrits sur les briques blanches.
Après que l'Azerbaïdjan a retrouvé son indépendance, par décision du Cabinet de l'Azerbaïdjan n° 132 du 2 août 2001, la mosquée a été inscrite sur la liste des monuments historiques et culturels immobiliers d'importance locale,,. En 2010, à l'initiative de la communauté locale, le minaret de la mosquée, haut de 24 mètres, a été restauré.[3]  Les hommes et les femmes peuvent prier dans la mosquée, avec une entrée séparée pour les femmes et une section à deux étages dédiée à leur culte.